# Szczawin (województwo dolnośląskie)
Szczawin (niem. Sägen) – wieś w Polsce położona w województwie dolnośląskim, w powiecie strzelińskim, w gminie Strzelin.

## Podział administracyjny
W latach 1975–1998 miejscowość położona była w województwie wrocławskim.

## Historia
Wieś założona w XIII w., odnotowana w ówczesnej księdze kasztelańskiej Strzelina. Dzieliła losy polityczne Śląska.

## Obiekty zabytkowe
Na terenie miejscowości zachowały się 2 spichlerze gospodarcze z XVIII w., ponadto XIX-wieczne posiadłości właścicieli ziemskich.